# 2011년 6월 지스르 아쉬슈구르 충돌
제1차 지스르앗슈구르 작전 또는 2011년 6월 지스르앗슈구르 작전(아랍어: عملية جسر الشغور يونيو 2011)은 시리아 민중봉기가 일어나던 2011년 6월 4일부터 시리아 내의 도시인 지스르앗슈구르에서 시작된 시리아 정부군의 작전이다. 시리아 정부는 테터리스트 진압 작전이라고 주장했으나 시리아 반정부군은 민주주의를 요구하는 시위대를 분쇄하기 위한 작전이라고 비난했다. 이 작전은 8일 후인 6월 12일 끝났다.

## 작전 개요

### 6월 4일-6일
정부군의 주장에 따르면 6월 4일, 분노한 시위대가 시위 진압을 위해 사격하던 시리아 보안군이 주둔한 건물에 대응사격을 시작했다. 시위대와 군 사이 충돌과정에서 보안군 장교 8명이 사망했으며 시위대는 경찰서를 점령하고 무기를 탈취했다. 시위대와 시리아 보안군 사이 충돌은 다음 날 아침까지 계속되었다. 두 세력의 충돌로 4일부터 5일까지 경찰 4명을 포함 25명이 사망했다. 일부 보안군 장교는 비밀경찰 및 정보기관 요원이 민간인에게 발포를 거부한 군인을 즉결처형 하는 것을 목격하고 나서 시위대에게 항복하고 귀순하기도 하였다. 반정부군 측은 봉기 기간 있었던 다른 작전과 마찬가지로 처음에 시위대가 군의 발포로 사망했다고 주장했다. 또한 보안군의 사망은 시위 강경 진압과 민주화 운동 탄압을 위한 구실이라 주장했다.
6월 6일, 국영 텔레비전 방송사는 마을에 신원을 알 수 없는 무장한 괴한들이 보안군을 공격했다고 보도했다. 보도에 따르면 지역 주민으로부터 무장 괴한이 테러를 한다는 신고를 받고 출동한 경찰을 처음에 이들이 습격하여 20명이 사망했다고 밝혔다. 이 괴한들은 나중에 경찰본부를 공격하여 점거하고 보안군 82명이 추가로 사망했다고 말했다. 또한 우체국도 습격을 당하여 우체국을 경비하던 경찰 8명이 사망했다고 보도했다. 총 합쳐서 이 날 하루에만 보안군 120명이 사망했다고 보도했다. 하지만 반정부 시위대와 인권단체 측은 시리아 정부가 유혈진압 정당화를 위해 사상자를 과다하게 부풀리고 있다고 비판하였다. 또한 무장 세력의 공격이 아닌, 군내 내분으로 인한 반란이 있었을 가능성도 있다고 주장했다.

### 6월 8일-12일
시리아 TV는 강으로 던져저 떠내려간 경찰관 시신 수 구를 수습했다고 보도했다. 시리아 정부는 도시 내 시가지 한 지역의 봉쇄를 풀어 통제를 되찾았으며 나머지 다른 구역도 봉쇄를 풀기 위해 전투중이라고 밝혔다. 반정부 세력 측은 일부 보안군이 항복하여 시위대 측으로 합류했으나 이들 지휘관은 살해되었다고 주장했다.
'군인 120명 사망 사건' 이후 시리아 정부가 보복을 천명하며 탱크 및 헬리콥터, 중화기 등을 동원한 군병력이 집결된다는 보도가 나오고 있다. 이에 따라 이 지역의 주민들이 집단으로 터키로 탈출하러 시도하고 있다. 알자지라는 터키 측 공무원 증언을 인용하여 "시리아에서 터키로 넘어오는 난민이 4,000명이 넘어갔다"며 "아사드 대통령은 자국 국민에게 '만행'을 펼치고 있다"고 보도했다.

### 6월 12일
6월 12일부터 보안군은 군용 장갑차, 전차 40대, 헬리콥터 등을 포함한 병력 15,000명을 동원하여 마을 동쪽과 남쪽에서 공격을 하기 시작했다. 시리아 국영 언론에 따르면 시리아 군병력이 "지스르앗슈구르 주변 및 그 안에 있는 무장 세력을 일소하기 위해 준비하고 있다"고 하였으나 정부군이 공격을 하기 시작하기 직전엔 도시 안이 사실상 비어 유령도시 상태가 되었다고 말했다. 도시 거주민은 시가지를 향해 포격을 가했다고 주장했으나, 정부군 장군은 처음 공격에 대응하여 발포했을 뿐이며 포격은 없었다고 주장했다.
12일 오후엔 국영 언론이 '무장군이 장악한 지시르 앗슈구르 시가지를 탈환'했으며 수십 명을 체포했다고 주장했다. 또한 탈환 과정에서 보안군이 집단으로 매장된 '매장지'를 발견했다고 보도했다. 또한 알아사드 대통령은 지스르앗슈구르에서 터키로 망명 간 난민 8,000여 명에게 귀향을 요구하였으나 난민들은 보복 등의 우려로 돌아가는 것을 거부했다.

## 같이 보기
- 하마 학살
- 1980년 지스르앗슈구르 학살